# 今沢時雄
今沢 時雄（いまざわ ときお）は、日本の地方公務員。東京都港湾局長、東京都生活文化局長、東京ガス取締役等を歴任した。

## 人物・経歴
東京都出身。中央大学法学部法律学科卒業。1959年東京都入庁。1974年東京都衛生局中野保健所衛生課長。1985年東京都港湾局庶務課長。1989年東京都立商科短期大学事務局長、東京都立立川短期大学事務局長。1990年東京都清掃局ごみ緊急対策室長。1992年東京都東京フロンティア推進本部臨海開発調整部長。1994年東京都東京フロンティア推進本部長。1996年東京都港湾局長。1999年東京都生活文化局長。2000年東京ガス顧問。2001年東京ガス取締役エネルギー営業本部コーディネーター。2011年瑞宝小綬章受章。